# Regenwald der Österreicher
Der Regenwald der Österreicher ist ein Naturschutzprojekt das 1991 von Michael Schnitzler gegründet wurde und von einem Verein getragen wird. Er versucht, den 146,1 km² großen Esquinas-Regenwald im Süden von Costa Rica durch den Kauf von Grundstücken und die Einbringung der freigekauften Grundstücke in den bestehenden Nationalpark Piedras Blancas zu schützen.

## Geschichte
Das Regenwaldgebiet war früher im Besitz von Landwirten aus den umliegenden Dörfern. Um die Rodung des Regenwaldes durch die Bauern aufzuhalten, hat die Regierung von Costa Rica das Gebiet im Jahr 1991 zum Nationalpark erklärt.
Da der Regierung aber das Geld zum Kauf aller Grundstücke und somit zum dauerhaften Schutz des gesamten Gebietes fehlte, war sie bei der Verwirklichung ihrer Naturschutzpläne auf fremde Hilfe angewiesen. Die vom Verein gekauften Grundstücke – per Ende 2007 34,7 km² – bekamen den symbolischen Namen „Regenwald der Österreicher“. Aufgrund weiterer Schutzinitiativen befinden sich nun bereits 99 km², das sind rund 67 % des Esquinas-Regenwaldes, im Nationalparkbesitz. 48 km² befinden sich noch in Privatbesitz, und sollen in den nächsten Jahren erworben und in den Nationalpark eingegliedert werden. Der Verein finanziert die Anstellung von zwei Wildhütern und unterstützt Auswilderungsprojekte für bedrohte Tierarten sowie soziale Projekte in der Gemeinde La Gamba. Die Tropenstation La Gamba hat sich zum Ziel gesetzt, einen Beitrag zur Erforschung tropischer Regenwälder zu leisten.
Michael Schnitzler erhielt 1995 den Österreichischen Staatspreis für Umwelt (Konrad-Lorenz-Preis). Im Jahr 2000 hat der Verein Regenwald der Österreicher den Binding-Preis für Natur- und Umweltschutz (Liechtenstein) erhalten. Das Naturhistorische Museum Wien hat dem Vorhaben eine Sonderausstellung gewidmet. Der ORF hat in der Fernsehserie Universum eine Dokumentation über das Projekt gezeigt.